# Alashkert Football Club
Maillots
Le Football Club Alashkert (en arménien : Ֆուտբոլային Ակումբ Ալաշկերտ), plus couramment abrégé en FC Alashkert, est un club arménien de football fondé en 1990 et basé à Erevan, la capitale du pays.
Le club est sous contrat avec l'équipementier japonais Molten.

## Histoire

### Historique du club
- 1990 : création du club dans la ville de Martouni
- 1992 : première participation en première division
- 2013 : relocalisation à Erevan
- 2015 : première participation à une Coupe d'Europe (Ligue Europa 2015-2016)
- 2016 : premier titre de champion d'Arménie
- 2021 : le club devient la première équipe arménienne à disputer la phase de groupes d'une compétition européenne en atteignant celle de la Ligue Europa Conférence.

### Histoire du club
Le club évolue une saison en division 1 en 2013-2014 et se voit relégué en fin de saison. Son attaquant Mihran Manasyan avait alors terminé meilleur buteur de la ligue avec 13 buts.

## Bilan sportif

### Palmarès
| \| - Championnat d'Arménie (4) : - Champion : 2016, 2017, 2018 et 2021. - Coupe d'Arménie (1) : - Vainqueur : 2019. - Finaliste : 2018 et 2021. \| \| - Supercoupe d'Arménie (3) : - Vainqueur : 2016, 2018 et 2021. - Finaliste : 2017 et 2019. - Championnat d'Arménie de deuxième division (1) : - Champion : 2013. \| |  | |
| - Championnat d'Arménie (4) : - Champion : 2016, 2017, 2018 et 2021. - Coupe d'Arménie (1) : - Vainqueur : 2019. - Finaliste : 2018 et 2021. |  | - Supercoupe d'Arménie (3) : - Vainqueur : 2016, 2018 et 2021. - Finaliste : 2017 et 2019. - Championnat d'Arménie de deuxième division (1) : - Champion : 2013. |

### Bilan par saison
| Saison      | Championnat  | Championnat  | Championnat  | Championnat  | Championnat  | Championnat  | Championnat  | Championnat  | Championnat  | Championnat  | Coupe d'Arménie   | Coupes d'Europe | Coupes d'Europe  |
| Saison      | Division     | Pos          | Pts          | J            | V            | N            | D            | BP           | BC           | Diff         | Coupe d'Arménie   | C               | Résultat         |
| ----------- | ------------ | ------------ | ------------ | ------------ | ------------ | ------------ | ------------ | ------------ | ------------ | ------------ | ----------------- | --------------- | ---------------- |
| 1990 (URSS) | 4e Zone 2    | 17e          | 19           | 18           | 7            | 5            | 6            | 29           | 37           | -8           | —                 | —               | —                |
| 1991 (URSS) | 4e Zone 2    | 17e          | 28           | 38           | 12           | 4            | 22           | 51           | 79           | -28          | —                 | —               | —                |
| 1992        | 1re          | 24e          | 12           | 22           | 5            | 2            | 15           | 38           | 58           | -20          | Quarts de finale  | —               | —                |
| 1993-1997   | Club inactif | Club inactif | Club inactif | Club inactif | Club inactif | Club inactif | Club inactif | Club inactif | Club inactif | Club inactif | Club inactif      | Club inactif    | Club inactif     |
| 1998        | 2e           | 6e           | 30           | 24           | 9            | 8            | 7            | 30           | 25           | +5           | Tour préliminaire | —               | —                |
| 1999        | 2e           | 10e          | Abandon      | Abandon      | Abandon      | Abandon      | Abandon      | Abandon      | Abandon      | Abandon      | Premier tour      | —               | —                |
| 2000-2011   | Club inactif | Club inactif | Club inactif | Club inactif | Club inactif | Club inactif | Club inactif | Club inactif | Club inactif | Club inactif | Club inactif      | Club inactif    | Club inactif     |
| 2012-2013   | 2e           | 1er          | 78           | 36           | 24           | 6            | 6            | 80           | 31           | +49          | Quarts de finale  | —               | —                |
| 2013-2014   | 1re          | 8e           | 24           | 28           | 6            | 6            | 16           | 38           | 69           | -31          | Quarts de finale  | —               | —                |
| 2014-2015   | 1re          | 4e           | 38           | 28           | 10           | 8            | 10           | 32           | 35           | -3           | Demi-finales      | —               | —                |
| 2015-2016   | 1re          | 1er          | 55           | 28           | 16           | 7            | 5            | 50           | 24           | +26          | Demi-finales      | C3              | Deuxième tour Q  |
| 2016-2017   | 1re          | 1er          | 64           | 30           | 19           | 7            | 4            | 59           | 26           | +33          | Quarts de finale  | C1              | Deuxième tour Q  |
| 2017-2018   | 1re          | 1er          | 50           | 30           | 14           | 8            | 8            | 44           | 31           | +13          | Finale            | C1              | Deuxième tour Q  |
| 2018-2019   | 1re          | 4e           | 51           | 32           | 15           | 6            | 11           | 37           | 27           | +10          | Vainqueur         | C1              | Deuxième tour Q  |
| 2018-2019   | 1re          | 4e           | 51           | 32           | 15           | 6            | 11           | 37           | 27           | +10          | Vainqueur         | C3              | Troisième tour Q |
| 2019-2020   | 1re          | 3e           | 47           | 28           | 14           | 5            | 9            | 51           | 31           | +20          | Quarts de finale  | C3              | Deuxième tour Q  |
| 2020-2021   | 1re          | 1er          | 47           | 28           | 14           | 5            | 9            | 51           | 31           | +20          | Finale            | C3              | Premier tour Q   |
| 2021-2022   | 1re          | 3e           | 51           | 32           | 14           | 9            | 9            | 38           | 30           | +8           | Quarts de finale  | C1              | Deuxième tour Q  |
| 2021-2022   | 1re          | 3e           | 51           | 32           | 14           | 9            | 9            | 38           | 30           | +8           | Quarts de finale  | C3              | Barrages Q       |
| 2021-2022   | 1re          | 3e           | 51           | 32           | 14           | 9            | 9            | 38           | 30           | +8           | Quarts de finale  | C4              | Phase de groupes |

Légende
- Vainqueur de la compétition.
- Deuxième ou finaliste de la compétition.
- Troisième de la compétition.
- Promotion en division supérieure.
- Relégation en division inférieure.

### Bilan européen
Note : dans les résultats ci-dessous, le score du club est toujours donné en premier.
| Saison    | Compétition             | Tour             | Club                 | Domicile | Extérieur | Total             |
| --------- | ----------------------- | ---------------- | -------------------- | -------- | --------- | ----------------- |
| 2015-2016 | Ligue Europa            | Premier tour Q   | St Johnstone FC      | 1 - 0    | 1 - 2     | 2E - 2            |
| 2015-2016 | Ligue Europa            | Deuxième tour Q  | Kaïrat Almaty        | 2 - 1    | 0 - 3     | 2 - 4             |
| 2016-2017 | Ligue des champions     | Premier tour Q   | FC Santa Coloma      | 3 - 0    | 0 - 0     | 3 - 0             |
| 2016-2017 | Ligue des champions     | Deuxième tour Q  | Dinamo Tbilissi      | 1 - 1    | 0 - 2     | 1 - 3             |
| 2017-2018 | Ligue des champions     | Premier tour Q   | FC Santa Coloma      | 1 - 0    | 1 - 1     | 2 - 1             |
| 2017-2018 | Ligue des champions     | Deuxième tour Q  | BATE Borisov         | 1 - 3    | 1 - 1     | 2 - 4             |
| 2018-2019 | Ligue des champions     | Premier tour Q   | Celtic Glasgow       | 0 - 3    | 0 - 3     | 0 - 6             |
| 2018-2019 | Ligue Europa            | Deuxième tour Q  | Sutjeska Nikšić      | 0 - 0    | 1 - 0     | 1 - 0             |
| 2018-2019 | Ligue Europa            | Troisième tour Q | CFR Cluj             | 0 - 2    | 0 - 5     | 0 - 7             |
| 2019-2020 | Ligue Europa            | Premier tour Q   | Makedonija GP Skopje | 3 - 1    | 3 - 0     | 6 - 1             |
| 2019-2020 | Ligue Europa            | Deuxième tour Q  | Steaua Bucarest      | 0 - 3    | 3 - 2     | 3 - 5             |
| 2020-2021 | Ligue Europa            | Premier tour Q   | Renova Džepčište     | 0 - 1    | N/A       | 0 - 1             |
| 2021-2022 | Ligue des champions     | Premier tour Q   | Connah's Quay Nomads | 1 - 0 ap | 2 - 2     | 3 - 2             |
| 2021-2022 | Ligue des champions     | Deuxième tour Q  | Sheriff Tiraspol     | 0 - 1    | 1 - 3     | 1 - 4             |
| 2021-2022 | Ligue Europa            | Troisième tour Q | Kaïrat Almaty        | 3 - 2 ap | 0 - 0     | 3 - 2             |
| 2021-2022 | Ligue Europa            | Barrages Q       | Rangers FC           | 0 - 0    | 0 - 1     | 0 - 1             |
| 2021-2022 | Ligue Europa Conférence | Groupe A         | LASK                 | 0 - 3    | 0 - 2     | Quatrième         |
| 2021-2022 | Ligue Europa Conférence | Groupe A         | Maccabi Tel-Aviv     | 1 - 1    | 1 - 4     | Quatrième         |
| 2021-2022 | Ligue Europa Conférence | Groupe A         | HJK Helsinki         | 2 - 4    | 0 - 1     | Quatrième         |
| 2022-2023 | Ligue Europa Conférence | Premier tour Q   | Hamrun Spartans      | 1 - 0    | 1 - 4     | 2 - 4             |
| 2023-2024 | Ligue Europa Conférence | Premier tour Q   | Arsenal Tivat        | 1 - 1    | 6 - 1     | 7 - 2             |
| 2023-2024 | Ligue Europa Conférence | Deuxième tour Q  | Debreceni VSC        | 0 - 1    | 2 - 1 ap  | 2 - 2 (1 - 3 tab) |

Légende
- Victoire ou qualification pour le tour suivant
- Match nul
- Défaite ou élimination de la compétition

## Personnalités du club

### Présidents
- Bagrat Navoian

### Entraîneurs
La liste suivante présente les différents entraîneurs connus du club.
- Albert Sargsyan (ru) (janvier 2013-avril 2013)
- Armen Sanamyan (en) (avril 2013-octobre 2013)
- Armen Gyulbudaghyants (en) (novembre 2013-août 2014)
- Abraham Khashmanyan (en) (août 2014-octobre 2016)
- Aram Voskanyan (en) (décembre 2016-mars 2017)
- Abraham Khashmanyan (en) (mars 2017-mars 2018)
- Varuzhan Sukiasyan (en) (avril 2018-septembre 2018)
- Aram Voskanyan (en) (septembre 2018-avril 2019)
- Abraham Khashmanyan (en) (avril 2019-septembre 2019)
- Armen Adamyan (en) (septembre 2019-juin 2020)
- Yegishe Melikyan (en) (juin 2020-janvier 2021)
- Abraham Khashmanyan (en) (janvier 2021-mai 2021)
- Aleksandr Grigoryan (mai 2021-septembre 2021)
- Milan Milanović (en) (depuis septembre 2021)